# (38048) 1998 UL18
1998 UL18 (asteroide 38048) é um asteroide da cintura principal. Possui uma excentricidade de 0.07366550 e uma inclinação de 25.25966º.
Este asteroide foi descoberto no dia 27 de outubro de 1998 por CSS em Catalina.